# Nguyễn Lân Thắng
Nguyễn Lân Thắng (sinh 1975, cư trú ở quận Đống Đa, Hà Nội) là một kiến trúc sư, blogger nổi tiếng, nhà bất đồng chính kiến, tù nhân lương tâm.

## Tiểu sử
Ông Nguyễn Lân Thắng, sinh năm 1975, là con của một gia đình trí thức ở Việt Nam. Ông là cháu của Nhà giáo Nhân dân Nguyễn Lân, là con của Phó Giáo sư – Tiến sĩ Nguyễn Lân Tráng, giảng viên bộ môn Hệ thống điện, khoa Điện, trường Đại học Bách khoa Hà Nội, mẹ là giảng viên Trần Thảo Nguyên. Nguyễn Lân Thắng tốt nghiệp Đại học Kiến trúc Hà Nội.

### Hoạt động chính trị và xã hội
Ông bắt đầu hoạt động từ đầu những năm 2000 bằng việc tham gia các cuộc biểu tình chống Trung Quốc. Ông là một trong những nhân vật thành lập Đội bóng No-U Hà Nội - tập hợp của những người tham gia biểu tình chống yêu sách đường lưỡi bò của Trung Quốc. Ông cũng tham gia vào nhóm nhân đạo No-U để hỗ trợ những người dân nghèo ở vùng sâu vùng xa và nạn nhân của thiên tai.
Ngày 18 tháng 7 năm 2013, ông Thắng cùng một số blogger khác trong nhóm gọi là Mạng lưới blogger Việt Nam khởi xướng Tuyên bố 258 yêu cầu Chính phủ Việt Nam, mục đích là để xóa bỏ Điều 258 Bộ Luật Hình sự, vốn gần đây được dùng để bắt giữ một số blogger bất đồng chính kiến. Sau đó, vào tháng Tám ông cùng một số blogger khác đã mang tuyên bố này trao cho nhiều tổ chức quốc tế ở nước ngoài, như Cao ủy Nhân quyền Liên Hiệp Quốc và tổ chức Human Rights Watch. Mãi đến tối 30.10.2013, ông Thắng mới trở về Việt Nam và bị giữ lại ở phi trường cho đến chiều ngày hôm sau.

### Blogger
- Ông lấy nickname Ông Ké trên Facebook, với nhiều bài viết châm biếm lãnh tụ Hồ Chí Minh và nhiều quan chức cao cấp của chế độ, chỉ trích nhiều chính sách chỉ có lợi cho nhóm cầm quyền mà không mang lại lợi ích cho dân chúng và đất nước.[2]
- Ông cũng là cây bút viết xã luận cho đài RFA và góp mặt trên nhiều chương trình Bàn tròn thứ Năm của BBC, 12 video cáo buộc ông Thắng cũng đều là video ông tham dự chương trình này của BBC.[2]

## Bị bắt
Ngày 5 tháng 7 năm 2022, Ông Nguyễn Lân Thắng bị Công an thành phố Hà Nội bắt tạm giam để điều tra về tội làm, tàng trữ, phát tán hoặc tuyên truyền thông tin, tài liệu, vật phẩm nhằm chống Nhà nước Cộng hòa xã hội chủ nghĩa Việt Nam. Mặc dù hơn 9 tháng, bà Vượng, vợ ông Thắng, cũng như 2 con đều không được gặp chồng, cha dù bà đã nỗ lực làm đơn gửi các nơi như trại giam, VKS, tòa án, theo hướng dẫn của các luật sư.
Ngày 7 tháng 7 năm 2022, hai ngày sau khi ông Thắng bị bắt, Phó Giáo sư, bác sỹ Nguyễn Lân Hiếu, đại biểu Quốc hội Việt Nam khóa 14, khóa 15, anh họ của ông, đã thay đổi hình bìa lớn trên trang Facebook cá nhân có khoảng hơn 106.000 lượt theo dõi của mình bằng tấm hình đại gia đình. Trong ảnh có cả ông Nguyễn Lân Thắng và vợ để bày tỏ tình đoàn kết.
Một ngày trước phiên toà, luật sư Lê Văn Luân cho biết, ông Thắng khẳng định nội dung bình luận của mình không có mục đích chống Nhà nước Việt Nam mà chỉ muốn nêu ra những tồn đọng trong xã hội, ví dụ như nạn tham nhũng, lợi ích nhóm.

### Yêu cầu hủy bỏ cáo buộc
Ngày 10 tháng 4 năm 2023, bố mẹ ông Thắng đã gửi tới tòa án bức tâm thư về trường hợp của con mình cho là việc lên tiếng chống tiêu cực và đứng về những người yếu thế trong xã hội không phải là "tội chống chính quyền".
Trong ngày 11 tháng 4 năm 2023, 10 tổ chức quốc tế đã cùng nhau ra thông cáo chung gửi đến Chủ tịch nước Võ Văn Thưởng, yêu cầu hủy bỏ cáo buộc đối với ông Nguyễn Lân Thắng và bảo đảm quyền được xét xử công minh, bằng cách cho phép báo chí và công chúng theo dõi phiên tòa.

## Vụ án
Ngày 12 tháng 4 năm 2023, Nguyễn Lân Thắng bị Tòa án Nhân dân thành phố Hà Nội tuyên phạt 6 năm tù và 2 năm quản chế về tội danh "Làm, tàng trữ, phát tán hoặc tuyên truyền thông tin, tài liệu, vật phẩm nhằm chống Nhà nước Cộng hòa xã hội chủ nghĩa Việt Nam" trong một phiên xử kín ở Hà Nội mà trước đó ông yêu cầu được xét xử công khai. Phiên tòa kéo dài chỉ 5 tiếng đồng hồ và luật sư của ông nói là ông ta không được phép chia sẻ những gì đã diễn ra tại đó.
Theo cáo trạng của Viện KSND TP Hà Nội, trong khoảng thời gian từ ngày 13-6-2018 đến ngày 31-12-2020, Nguyễn Lân Thắng trực tiếp tham gia trả lời phỏng vấn các trang mạng, được đăng tải lên internet 12 video clip có nhiều nội dung tuyên truyền thông tin, tài liệu nhằm chống Nhà nước.

### Phản ứng
- Vài giờ trước chuyến thăm Việt Nam của Ngoại trưởng Hoa Kỳ Antony Blinken vào ngày 14/4, Hoa Kỳ lên án việc Việt Nam bỏ tù blogger Nguyễn Lân Thắng và nói rằng quan hệ chỉ có thể phát huy hết tiềm năng nếu Việt Nam cải thiện hồ sơ nhân quyền.[7]
- Ông Shawn Crispin, đại diện cấp cao ở Đông Nam Á của tổ chức Ủy ban bảo vệ các nhà báo (CPJ) cho rằng, Nhà nước Việt Nam không nên coi các nhà báo độc lập như kẻ thù. CPJ ra thông cáo: "Bản án nặng nề dành cho nhà báo Nguyễn Lân Thắng là một sự xúc phạm và phải được đảo ngược ngay lập tức và vô điều kiện." [7]
- Ông Conor Fortune, người đứng đầu bộ phận truyền thông của Tổ chức Những người Bảo vệ Tuyến đầu (Front Line Defenders- FLD) có trụ sở ở Dublin (Ireland) cho là: "Việc kết án nhà báo, nhà bảo vệ nhân quyền Nguyễn Lân Thắng với tội danh bịa đặt 'tuyên truyền' là sai sót tư pháp quá rõ ràng. Bản án này phải được hủy bỏ trong phiên phúc thẩm, và mọi cáo buộc chống lại ông phải được xoá bỏ."[7]
- Ông Phil Robertson, phó giám đốc ban Á châu của Tổ chức Theo dõi Nhân quyền (HRW), cho rằng bản án nhiều năm tù mà nhà cầm quyền vừa tuyên cho ông Thắng là "hoàn toàn thái quá và không thể chấp nhận được". Trong một đăng tải trên Twitter hôm 12/4, ông Robertson nói rằng bản án "một lần nữa cho thấy nhân quyền không được tôn trọng, không có công lý ở Việt Nam".[5]
- Ủy ban Luật gia Quốc tế (ICJ) đưa ra một thông cáo chỉ trích việc chính quyền Việt Nam kết án ông Thắng và kêu gọi họ "hủy bỏ bản án" cũng như trả tự do "ngay lập tức và vô điều kiện" cho blogger này. Họ cho rằng việc truy tố ông Thắng dựa trên những "cáo buộc ngụy tạo nhằm trả thù việc thực hiện quyền tự do ngôn luận và công việc hợp pháp của ông với tư cách là một nhà báo."[5]

## Gia đình
Ông Thắng có vợ tên Lê Bích Vượng, 2 con, Đậu 9 tuổi, Đỗ 18 tháng tuổi khi ông bị bắt.